# Papoeahelmlederkop
De papoeahelmlederkop (Philemon buceroides novaeguineae) is een zangvogel uit de familie Meliphagidae (honingeters). Meestal wordt deze soort beschouwd als ondersoort van de Timorhelmlederkop.

## Kenmerken
De papoeahelmlederkop is 33 cm lang. Het is een grote lederkop en in Nieuw-Guinea een zeer opvallende vogel. De vogel is van onder lichtgrijs en licht gespikkeld op de borst. Van boven is hij grijsbruin en alle ondersoorten hebben een verhoogde bovensnavel, de zogenaamde "helm". De vorm van de helm verschilt per ondersoort. Net als veel ander lederkoppen heeft de vogel een naakte, zwart gekleurde huid rond het oog tot aan de snavel. Hij is achter op de kruin bevederd.

## Verspreiding en leefgebied
Volgens de IOC World Bird List komt deze ondersoort alleen voor in Nieuw-Guinea en omliggende eilanden; het is er een endemische ondersoort van de Timorhelmlederkop.
Het leefgebied van de papoeahelmlederkop is halfopen bosgebied en vaak door de mens beïnvloed landschap van parken, tuinen en plantages. De vogel komt voor tot 1000 m, soms 1500 m boven de zeespiegel in berggebieden, maar ook dan in cultuurland.

## Leefwijze
Hij houdt zich op in boomkronen, op zoek naar nectar van bloesems maar ook insecten en andere ongewervelde dieren.

## Status
De papoeahelmlederkop heeft een enorm groot verspreidingsgebied en daardoor alleen al is de kans op de status kwetsbaar (voor uitsterven) uiterst gering. De grootte van de populatie is niet gekwantificeerd en heeft geen aparte vermelding op de Rode Lijst van de IUCN.